# Ayden Heaven
Ayden Edford Heaven (født 22. september 2006) er en engelsk professionel fodboldspiller, som spiller for Premier League-klubben Manchester United.

## Klubkarriere

### Arsenal
Heaven havde oprindeligt spillet for akademiet hos West Ham United, før han skiftede til Arsenal i 2020. Han skrev sin første kontrakt med klubben i 2023. Han fik sin førsteholdsdebut den 30. oktober 2024 i en EFL Cup-kamp imod Preston North End.

### Manchester United
Heaven skiftede i februar 2025 til Manchester United.

## Landsholdskarriere
Heaven har repræsenteret England på flere ungdomsniveauer.